# Kościół Narodzenia Najświętszej Maryi Panny w Głubczycach
Kościół Narodzenia Najświętszej Maryi Panny – rzymskokatolicki kościół parafialny należący do dekanatu Głubczyce diecezji opolskiej.

## Historia i architektura

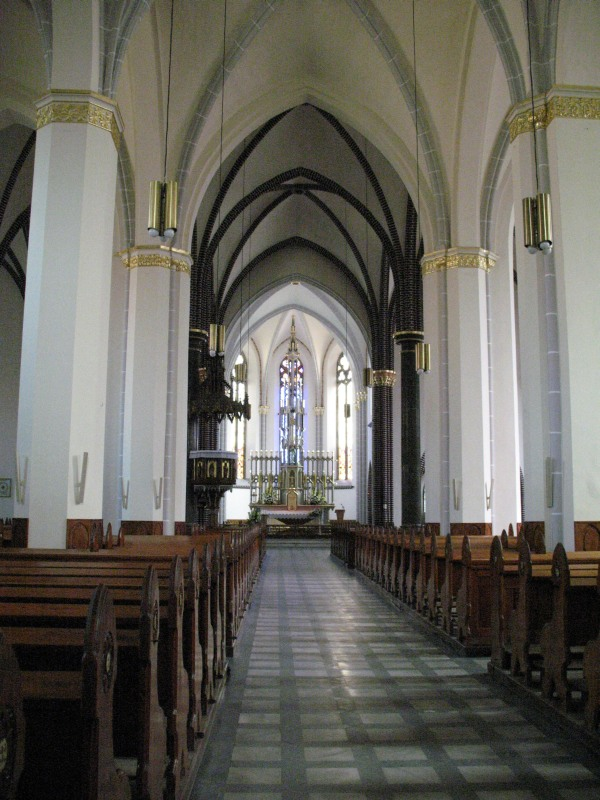
Wnętrze świątyni

Świątynia została zbudowana w stylu gotyckim w XIII wieku, następnie została rozbudowana w XIV wieku. W 1535 odbyło się tu pierwsze nabożeństwo luterańskie, a w 1541 ostatnie w dobie reformacji katolickie. W 1559 oddano do użytku dzwon odlany przez Hansa Biberlicha (pękł w 1808). W drugiej połowie XVI wieku nadbudowano dwie kondygnacje wieży południowej i od południa dobudowano kaplicę św. Barbary, gdzie w 1595 pochowano Barbarę Bieroldis. W 1633 do kościoła powrócił proboszcz katolicki. W 1679 zbudowano parterową plebanię w miejscu zamku Przemyślidów. W 1691 odsłonięto nowy ołtarz główny w stylu barokowym, a w początku XVIII wieku przebudowano emporę organową. W 1766 uruchomiono nowe organy z warsztatu A. Eberharda, a w 1773 ułożono kamienna posadzkę w miejsce ceglanej. W 1825 wzniesiono obecna plebanię, a w rok później położono nowy dach. Generalny remont przeprowadzono w 1828, a w latach 1830-1831 zlikwidowano cmentarz na placu Kościelnym i wstawiono do świątyni nowe organy z lokalnego warsztatu M. Haasa. W 1871 na wieżę trafi stary zegar z ratusza. W latach 1903–1907 obiekt przebudowano według projektu Maxa Hasaka, a w 1911 poświęcił go arcybiskup ołomuniecki František Saleský Bauer. 

## Wyposażenie
Wyposażenie budynku powstało w II połowie XIX wieku i w latach 1903-1907. Kościół posiada zabytkowe elementy architektoniczne: nadbudowane w późniejszych latach wieże frontowe (wieża południowa jest nakryta barokowym dachem hełmowym), trzy wczesnogotyckie kamienne portale z XIII wieku, transept (nawa poprzeczna), laskowaty szczyt frontowy. W części zabytkowej budynku można obejrzeć: wczesnogotycki trzynawowy korpus z kruchtą przy wejściu, kamienne dekoracje o motywach roślinnych umieszczone w nawach kościoła, służki z kapitelami kostkowymi znajdujące się w kruchcie pod wieżą prezbiterium. Świątynia posiada także ponad 100-letnie organy o 60 głosach – dzieło nr 1422 powstałe w warsztacie organmistrzowskim Gebrüder Rieger z Karniowa. W katalogu firmy widnieje rok ich ukończenia – 1907.